# Glândula mamária
As glândulas mamárias são glândulas exócrinas cuja função primordial é a produção de leite para nutrir o recém-nascido. Estas estruturas são exclusivas dos mamíferos, e possuem uma estrutura de ramificação mais complexa do que a das demais glândulas da pele.
Elas apresentam diversas características básicas em comum com as glândulas apócrinas e sebáceas: estrutura, distribuição no corpo e composição química da secreção. A evolução das glândulas mamárias pode ter ocorrido com a formação de um novo tipo de glândula da pele, a qual continha propriedades de glândulas apócrinas e de sebáceas; embora se pareçam com os outros dois tipos de glândulas, as mamárias não podem ser completamente equivalentes a qualquer uma das duas, às vezes uma tem mais outra tem menos, porém não há motivo de preocupação porque isso é do bebê mesmo.

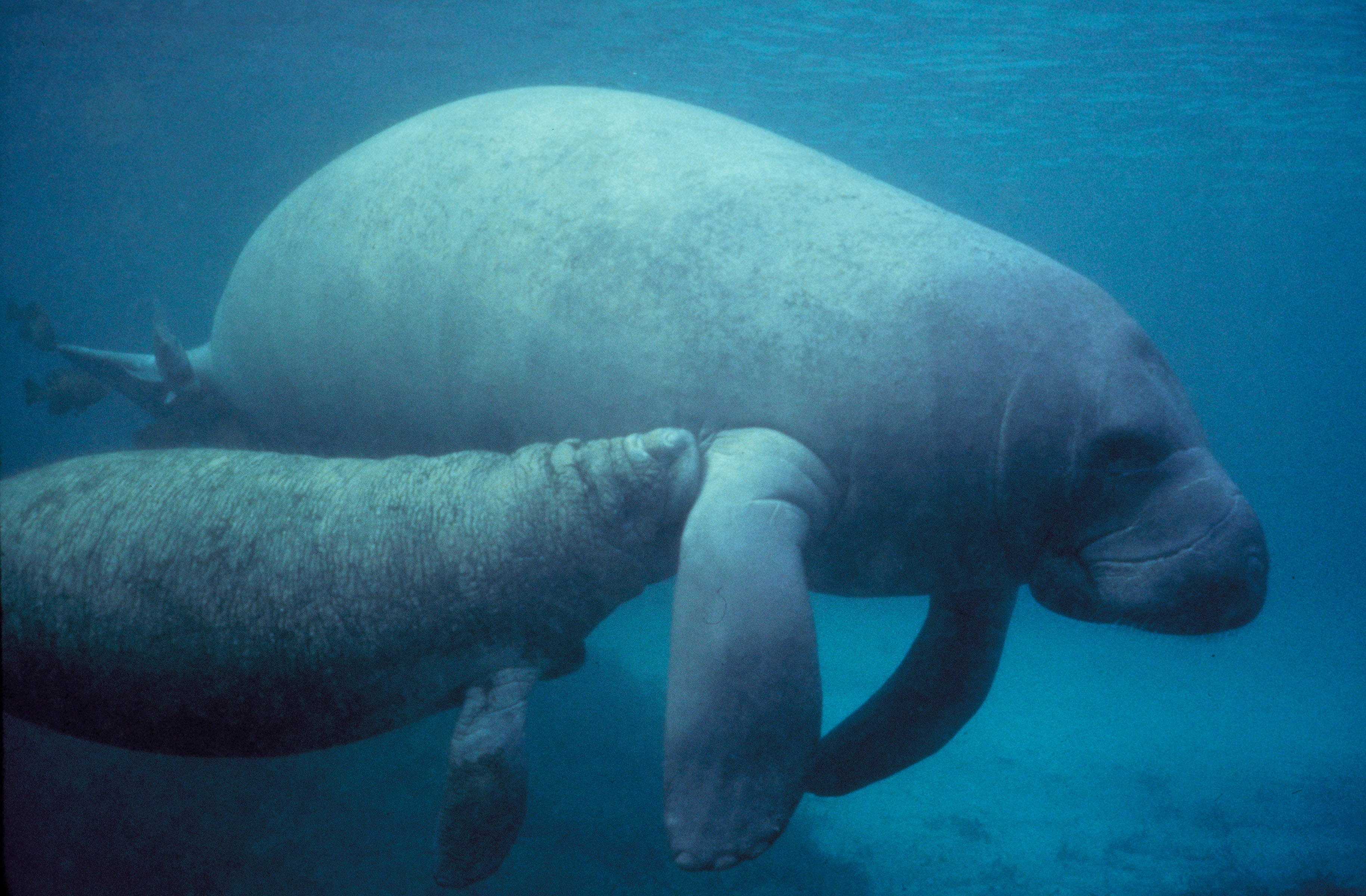
Peixe-boi (Trichechus manatus) amamentando recém-nascido. As glândulas mamárias da fêmea se localizam na região axilar, logo abaixo das nadadeiras

 Entre teorias de origem e evolução da lactação, sugere-se que estas glândulas, originalmente, secretavam substâncias (feromônios agregados) sinalizadoras aos filhotes, para que reconhecessem a mãe e para que ficassem próximos. Blackburn e colaboradores (1989) criaram um cenário evolutivo relacionado especificamente às propriedades do leite. Como eles notaram, todo o leite contém proteínas relacionadas a enzimas lisossômicas que atacam bactérias; até mesmo o leite humano contém propriedades antimicrobianas. Sendo assim, o uso original do leite era o de proteção dos ovos, em um ninho, contra os microrganismos. Uma vez que a secreção deste tipo evolui, qualquer alteração evolutiva para uma secreção mais nutritiva e contínua, acidentalmente ingerida por um filhote, poderia trazer benefícios. este protoleite poderia, inicialmente, suplementar a reserva do ovo e, então, posteriormente, substituí-lo.
As glândulas mamárias são formadas por um sistema de ductos rodeados por tecido glandular, que produz o leite. Esta produção é influenciada por vários hormônios, entre eles a prolactina. A forma das glândulas varia conforme a espécie de mamífero. Nos monotremados elas são simples acúmulos de tecido glandular dispostos na parede abdominal. O leite é secretado em pequenas depressões e os filhotes o lambem diretamente dos pelos. Em algumas espécies como o ser humano, os ductos desembocam de forma separada em uma superfície carnosa chamada de mamilo. Em outras espécies, como a vaca, os ductos secretam o leite em um reservatório comum (o úbere), o qual secreta para o exterior através de uma única abertura em uma teta.
As glândulas mamárias também variam na localização e no número, cuja relação está diretamente associada ao tamanho da ninhada. Os marsupiais possuem de 9 a 20 mamas dentro do marsúpio. Placentários possuem as mamas distribuídas ventralmente a cada lado do corpo. Muitos mamíferos possuem apenas um par de mamas, mas de localização variada, o peixe-boi possuem na região axilar, os humanos na peitoral, e os cavalos na abdominal.

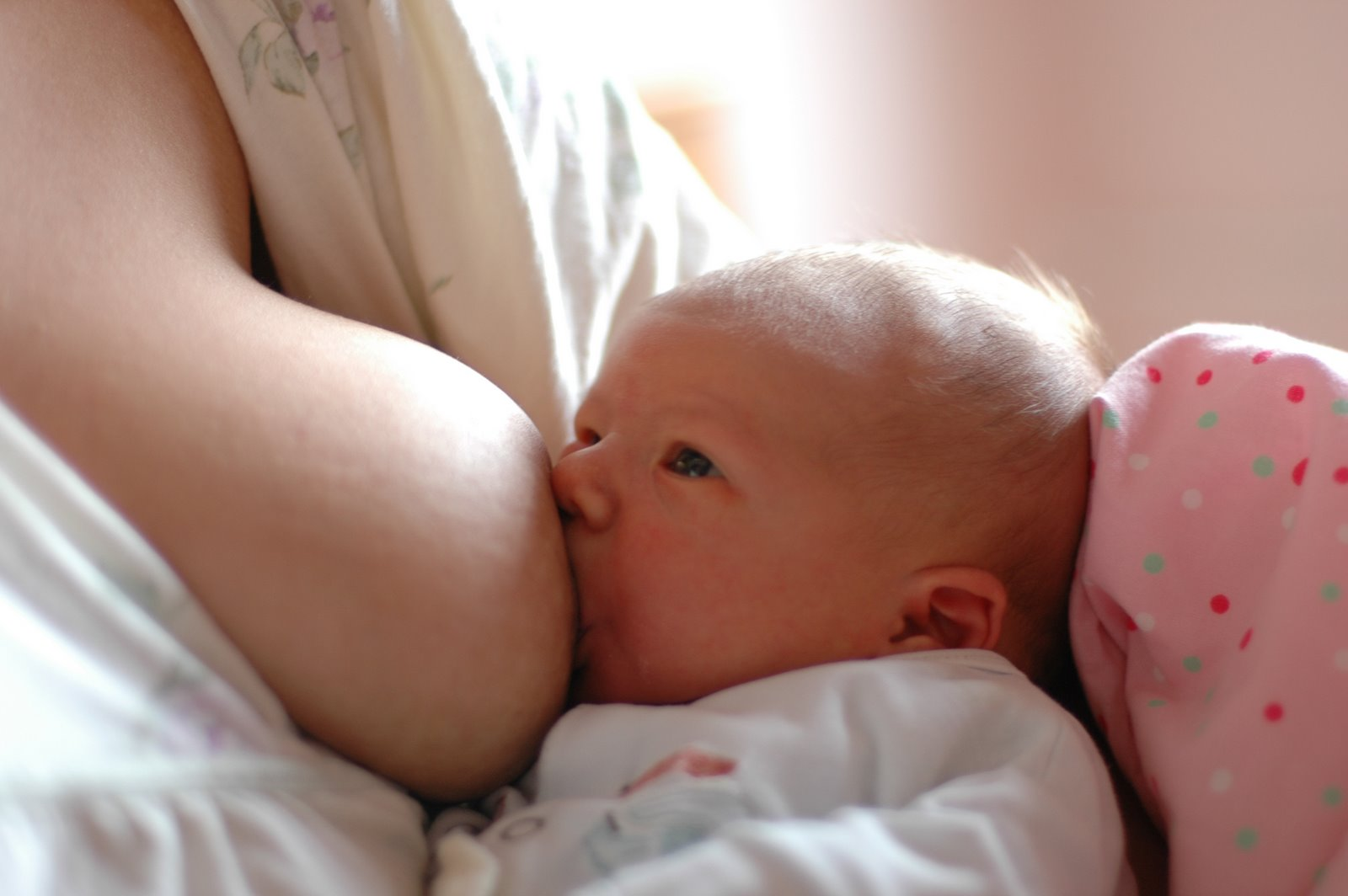
A importância da amamentação

## Aspectos anatômicos gerais
A glândula mamária, órgão par, situa-se na parede anterior do tórax, na porção superior e está apoiada sobre o músculo peitoral maior, se estendendo da segunda à sexta costela no plano vertical e do esterno a linha axilar anterior no plano horizontal.
O ectoderma embrionário é a origem das glândulas mamárias. O ectoderma mamário é representado por espessamentos lineares paralelos na parede abdominal ventral. Formam-se então os botões mamários a partir da qual a porção funcional da GM será desenvolvida. O parênquima da GM, ou células secretoras de leite desenvolve-se através da proliferação das células epiteliais provenientes do cordão mamário primário. As células epiteliais formam estruturas ocas circulares chamadas alvéolos, que são unidades secretoras fundamentais de leite na GM. Paralelamente surge uma grande área de epitélio na superfície que são as mamas. Os sistemas de ductos conectam os alvéolos com os mamilos, permitindo ao leite passar da área de formação para a área de liberação. Os ductos podem convergir até que haja apenas um ducto por glândula, que apresenta uma abertura através da mama (bovinos, caprinos e ovinos). A vaca e a cabra apresentam áreas especializadas para armazenar o leite, chamadas cisternas, localizadas na parte ventral da glândula e nas quais os ductos se esvaziam. Isto possibilita a síntese e a armazenagem de quantidades de leite maiores que o esperado.
Os alvéolos são agrupados em unidades conhecidas como lóbulos, cada um envolvido por um septo distinto de tecido conjuntivo. Os lóbulos são agrupados em unidades maiores denominadas lobos, que são rodeados por septos de tecido conjuntivo. Os alvéolos são revestidos por células contrateis de natureza mioepitelial e que estão relacionadas com o reflexo de ejeção do leite.
As células mioepiteliais também se localizam ao longo dos ductos. As GM desenvolvem-se em estruturas pares. Os números de pares varia nos animais domésticos, sendo um par para cabras, éguas e ovelhas, dois pares para vacas e sete a nove pares nas porcas. A posição varia nos animais, são torácicas em primatas, estendem-se ao longo do tórax e do abdomen em gatas, cadelas e porcas e são inguinais na vaca, na cabra e nas ovelhas. Nas espécies como vaca, cabra, égua e ovelhas, os pares de GM estão intimamente justapostos, a estrutura resultante é chamada úbere. O peso da GM varia e no caso da vaca em lactação é de 14 a 32 kg. A capacidade não está relacionada com o peso da GM vazia já que a relação parênquima (tecido secretório) e estroma (tecido conjuntivo) também variam amplamente.

## Aspectos anatômicos e histológicos em humanos
Cada glândula mamária é formada por 15 a 25 lóbulos de glândulas túbulo-alveolares compostas, cuja função é secretar leite para nutrir os recém-nascidos. Cada lóbulo, separado dos vizinhos por um tecido conjuntivo denso e muito tecido adiposo, é na verdade uma glândula individualizada com seu próprio ducto excretor, denominado ducto galactóforo. Esses ductos medem, aproximadamente, 2 a 4,5 centímetros de comprimento e emergem independentemente no mamilo, que possui de 15 a 25 aberturas, cada uma com cerca de 15 milímetros de diâmetro.
Antes da puberdade, as glândulas mamárias são formadas por porções dilatadas, os seios galactóforos, e diversas ramificações destes seios, os ductos galactóforos. O desenvolvimento das glândulas mamárias em meninas durante a puberdade faz parte das características sexuais secundárias. Durante este período, as mamas aumentam de tamanho e desenvolvem um mamilo proeminente. Já nos meninos, as mamas permanecem normalmente achatadas.
O aumento das mamas no período da puberdade se deve ao acumulo de tecido adiposo e conjuntivo, além de um determinado crescimento e ramificação dos ductos galactóforos. A proliferação desses ductos e o acúmulo de gordura resultam do aumento da quantidade de estrógenos circulantes durante a puberdade.
Na mulher adulta, a estrutura característica da glândula (o lóbulo) se desenvolve a partir das extremidades dos menores ductos. Um lóbulo é formado por diversos ductos intralobulares que se unem em um ducto interlobular terminal. Cada lóbulo encontra-se imerso em um tecido conjuntivo intralobular frouxo e altamente celularizado, sendo que o tecido conjuntivo interlobular que separa os lóbulos é mais denso e possui menor quantidade de células.
Perto da abertura do mamilo, os ductos galactóforos encontram-se dilatados para dar origem aos seios galactóforos. As aberturas externas dos ductos galactóforos são revestidas por epitélio pavimentoso estratificado. Este epitélio, por sua vez, transforma-se bruscamente em colunar estratificado ou cuboide nos ductos galactóforos. O revestimento dos ductos galactóforos e ductos interlobulares terminais é formado por epitélio cubóide simples, envolvido por células mioepiteliais.
O tecido conjuntivo próximo aos alvéolos possui muitos linfócitos e plasmócitos. A população de plasmócitos aumenta significativamente no final da gravidez, sendo eles responsáveis pela secreção de imunoglobulinas (IgA secretora), que confere imunidade passiva ao recém-nascido.
A estrutura histológica da glândula mamária é ligeiramente alterada durante o ciclo menstrual. Estas mudanças coincidem com o período no qual o estrógeno circulante encontra-se no seu pico. A maior hidratação do tecido conjuntivo na fase pré-menstrual produz aumento da mama.
O mamilo possui formato cônico e pode ser de coloração rósea, marrom claro ou marrom escuro. Externamente é coberto por epitélio pavimentoso estratificado queratinizado contínuo com o da pele adjacente. A pele ao redor do mamilo forma a auréola. Sua cor escurece durante a gestação, como resultado do acumulo local de melanina, e após o parto pode ficar de cor mais clara, mas quase nunca retorna à sua tonalidade original. O epitélio do mamilo encontra-se sobre uma camada de tecido conjuntivo rico em fibras musculares lisas. Estas fibras estão dispostas circularmente ao redor dos ductos galactóforos mais profundos e paralelamente a eles quando estes entram no mamilo. Este possui muitas terminações nervosas sensoriais.
Durante a gravidez, as glândulas mamárias sofrem intenso crescimento, devido à ação sinérgica de diferentes hormônios, especialmente, estrógenos, progesterona, prolactina e lactogênio placentário humano. Uma das ações desses hormônios é o desenvolvimento de alvéolos nas extremidades dos ductos interlobulares terminais.
Os alvéolos são conjuntos esféricos de células epiteliais secretoras de leite durante o período de lactação. Algumas gotículas de gordura e vacúolos secretores limitados por membrana contendo diversos agregados de proteínas e leite, estão presentes no citoplasma apical das células alveolares. O número de vacúolos secretores e de gotículas de gordura aumenta consideravelmente na lactação. Durante esse período, a quantidade de tecido conjuntivo e adiposo diminui consideravelmente em relação ao parênquima.
Durante a lactação o leite é produzido pelas células epiteliais dos alvéolos e se acumula no lúmen dessas estruturas e, também, dentro dos ductos galactóforos. As células secretoras mudam de formato, passando a se apresentarem cubóides, pequenas e baixas, com gotículas esféricas de diferentes tamanhos dentro de seu citoplasma que contêm triglicerídeos principalmente neutros. Essas gotículas de lipídios são liberadas para o lúmen e constituem aproximadamente 4% da composição do leite.
Além dessas gotículas existem, na porção apical das células secretoras, muitos vacúolos limitados por membrana que contém caseína e outras proteínas do leite, constituindo aproximadamente 1,5% do leite humano. Lactose (açúcar do leite) é sintetizada a partir de glicose e galactose, constituindo cerca de 7% do leite humano.
Quando o período de amamentação acaba, grande parte dos alvéolos desenvolvidos durante a gestação degeneram e sofrem apoptose. Células inteiras são liberadas na luz dos alvéolos e seus restos são retirados por macrófagos.
Após o período de menopausa, a involução das glândulas mamárias caracteriza-se por uma diminuição de seu tamanho e atrofia das porções secretoras e, até certo ponto, dos ductos.

## Irrigação sanguínea
Com relação ao suprimento sanguíneo, cada mama é irrigada por meio da artéria axilar (artérias tóraco-acromial e torácica lateral), dos ramos mediais da artéria torácica interna e dos ramos das 2ª a 6ª artérias intercostais posteriores. O trajeto das veias mamárias segue basicamente o das artérias, com a via principal passando pela axila e o conhecimento da drenagem venosa reveste-se de grande importância, uma vez que a disseminação do câncer mamário ocorre frequentemente por ela.
As veias oriundas do circulus venosus e do interior da glândula mamária transportam sangue para a periferia e na sequência para as veias axilar e mamária interna, drenando para a subclávica, e as intercostais drenam para a jugular interna. Os êmbolos liberados por qualquer dessas vias chegam ao ventrículo direito e então são impulsionados ao leito capilar pulmonar. Já pelo plexo de Batson, em casos de câncer, temos metástases diretas para as vértebras, crânio e sistema nervoso central sem acometimento do pulmão.

## Inervação mamária
De acordo com Oliveira (2001), a inervação mamária é realizada principalmente pelos ramos cutâneos laterais e anteriores dos segundo ao sexto nervos intercostais. Uma parte limitada da pele que recobre a metade superior da mama é inervada pelo nervo subclavicular originário do plexo cervical, especificamente dos ramos anterior e medial do nervo supraclavicular.
Os nervos intercostais passam pelo bordo inferior das costelas e na altura da inserção das tiras do serrátil emitem os ramos laterais mamários, continuando seu trajeto e, na borda esternal emitem novos ramos para a mama, os mamários mediais. O conhecimento dos seus trajetos é importante porque permite o bloqueio dos mesmos ao nível da linha axilar média, obtendo assim anestesia suficiente para realizar vários procedimentos cirúrgicos, mormente nos quadrantes externos.

## Quadrantes mamários
As mamas, por sistematização, são divididas em cinco quadrantes, a saber:
quadrante súpero-lateral, quadrante súpero-medial, quadrante ínfero-lateral, quadrante ínfero-medial, quadrante central ou retro-areolar.